# STS-72
是历史上第七十三次航天飞机任务，也是奮進號太空梭的第十次太空飞行。

## 任务成员
- 布莱恩·达菲（Brian Duffy，曾执行、以及任务），指令长
- 布伦特·杰特（Brent W. Jett，曾执行、以及任务），飞行员
- 焦立中（曾执行、以及任务），任务专家
- 丹尼尔·巴利（Daniel T. Barry，曾执行、以及任务），任务专家
- 温斯顿·斯科特（Winston E. Scott，曾执行以及任务），任务专家
- 若田光一（日本宇航员，曾执行以及任务），任务专家